# Terulia dispar
Terulia dispar är en insektsart som beskrevs av Nielson 1979. Terulia dispar ingår i släktet Terulia och familjen dvärgstritar. Inga underarter finns listade i Catalogue of Life.